# Projekt Records
Projekt Records är ett amerikanskt skivbolag som har inriktat sig mest på att producera Darkwave-musik.

## Musikgrupper
- Alio Die
- Android Lust
- Arcana
- Audra
- Autumn's Grey Solace
- Black Tape For A Blue Girl
- Dark Sanctuary
- Fear Falls Burning
- Lovesliescrushing
- Mira (Musikgrupp)
- Rajna
- Steve Roach
- Sam Rosenthal
- Soulwhirlingsomewhere
- Unto Ashes
- Vidna Obmana
- Voltaire (Musikgrupp)